# Hawkshaw
Hawkshaw – wieś w Anglii, w hrabstwie ceremonialnym Wielki Manchester, w dystrykcie metropolitalnym Bury. Leży 21 km na północny zachód od centrum miasta Manchester.